# Kennewick
Kennewick ist eine Stadt im Benton County im US-Bundesstaat Washington in den Vereinigten Staaten mit 83.921 Einwohnern (Stand: Volkszählung 2020). Kennewick gehört mit den beiden benachbarten Städten Richland und Pasco zur Metropolregion Tri-Cities, in der etwa 280.000 Menschen leben.

## Geografie
Kennewick liegt im südöstlichen Teil des Bundesstaates Washington in der Nähe der Hanford Site am südwestlichen Ufer des Columbia River gegenüber von Pasco und südlich des Zusammenflusses von Columbia River und Yakima River.

## Demografie
Zum Zeitpunkt der Volkszählung im Jahre 2000 (U.S. Census 2000) hatte die Stadt 54.693 Einwohner auf einer Landfläche von ca. 59,4 km². Das Durchschnittsalter betrug 32,3 Jahre (nationaler Durchschnitt der USA: 35,3 Jahre). Das Pro-Kopf-Einkommen (engl. per capita income) lag bei 20.152 US-Dollar (nationaler Durchschnitt der USA: 21.587 US-Dollar). 12,9 % der Einwohner lagen mit ihrem Einkommen unter der Armutsgrenze (nationaler Durchschnitt der USA:12,4 %). Etwa 19,7 % der Einwohner sind deutschstämmig.
Im Jahr 2016 betrug die Einwohnerzahl bereits 80.454.

## Sonstiges
In der Nähe von Kennewick wurde 1996 am Ufer des Columbia Rivers das etwa 9500 Jahre alte Skelett des Kennewick-Mannes gefunden.

## Söhne und Töchter der Stadt
- Adelle August (1934–2005), Schauspielerin[4]
- Jon Hamar (* 1975), Jazzmusiker
- Jeremy Bonderman (* 1982), Baseballspieler